# Minutvalsen
Vals i D♭-dur, op. 64, nr 1, populärt kallad minutvalsen, är en vals för ensamt piano av Frédéric Chopin. Den tillägnades grevinnan Delfina Potocka. Chopin skrev valsen 1847 och den publicerades av Breitkopf & Härtel i Leipzig samma år, som den första av hans Trois Valses, op. 64.

## Tempo
Stycket har tempobeteckningen Molto vivace. Även om den har länge varit känt som "minutvalsen", ett smeknamn som avser en "liten" vals och som den fick av sin utgivare, hade inte Chopin tänkt sig valsen som ett stycke som skulle spelas på en minut, snarare skulle stycket ta mellan en och en halv och två och en halv minut i anspråk. Valsen är 138 takter lång, med en 15 takter lång repetition – man skulle därför behöva spela nästan 420 fjärdedelsnoter i minuten för att hinna med stycket på en minut. Att spela verket så fort som möjligt är ändå en bedrift många pianister försökt sig på. Valsen är ett lekfullt stycke, mer än någon av Chopins andra valser. Camille Bourniquel, en av Chopins biografer, påminner läsaren om att Chopin fick inspiration till valsen då han iakttog en liten hund jagade sin egen svans, vilket fick kompositören att ge verket namnet Valse du petit chien ("Den lilla hundens vals").

## Bearbetningar
En sångversion av stycket, med text av manusförfattaren Lan O'Kun, har framförts av flera olika artister, bland andra Barbra Streisand på hennes album Color Me Barbra från 1966. O'Kuns text vidmakthåller föreställningen att stycket ska framföras på en minut, även om Streisands framförande tar något under två minuter.